# Rechtmehring
Rechtmehring er en kommune i Landkreis Mühldorf am Inn i den østlige del af regierungsbezirk Oberbayern i den tyske delstat Bayern.
Den er en del af Verwaltungsgemeinschaft Maitenbeth. Kommunen ligger 45 km øst for München og 30 km nord for Rosenheim.

## Historie
Rechtmehring var fra 1567 en del af det frie grevskab Haag.